# Тороповський Георгій Валерійович
Гео́ргій Вале́рійович Торопо́вський (21 липня 1996 — 17 вересня 2014) — доброволець в 17 років, учасник російсько-української війни.

## Життєпис
Народився 1996 року в місті Бориспіль. Георгій проживав у місті Києві, район Березняки, з 10 років займався в Бориспільському військово-патріотичному клубі «Ратоборець», мав чорний пояс із тхеквондо. З п'яти років хлопчик займався шахами, мав 2-й розряд. Жору (як його всі називали) виховувала мама. Коли хлопець навчався у 8-му класі, вони переїхали до Києва, навчався в технологічному ліцеї, у складі команди ліцею брав участь у Міжнародній олімпіаді з робототехніки «Роботрафік -2012» в Ізраїлі. Вільно володів англійською мовою. Дослідник історії столичних підземель, руфер. У червні 2014 р. юнак склав іспити ЗНО. З серпня 2014 став студентом 1-го курсу (заочна форма навчання) Національного авіаційного університету за спеціальністю «Авіа — та ракетобудування».

### Участь у Революції Гідності
Георгій брав активну участь в Революції Гідності. С 22 січні стояв на передовій на вул. Грушевського в 31 сотні «Лева». Про його участь там засвідчують численні фото та відео-матеріали. Георгій був першим, хто 11 лютого 2014 р. вийшов зі сторони Майдану назустріч «солдатським матерям» (до барикад псевдосолдатські матері спустилися зі сторони урядового кварталу — звідти, де стояли силовики). Під час трагічних подій 18—19 лютого 2014 р. в центрі Києва Георгій обороняв першу барикаду біля Профспілок; зі своїм товаришем з 31-ї сотні зупинили один із БТРів на вул. Хрещатик — з боку будинку Профспілок, який таранив барикаду. Був контужений, але, отямившись, допомагав пораненим і контуженим хлопцям дістатися до шпиталю у Михайлівському соборі.

### Участь у російсько-українській війні
В березні 2014 р. він перейшов до лав Добровольчого Корпусу, перебував в тренувальному таборі в Десні. Наприкінці квітня 2014 р. брав участь в боях у Слов'янську. З кінця червня 2014-го Григорій відправився добровольцем на Донбас, приховавши свій вік — йому тоді було лише 17 років.
З кінця липня 2014 р. потрапив як доброволець у розвідувально-диверсійний підрозділ особливого призначення 40-го батальйону «Кривбас».
Хлопець брав участь в бойових операціях: в селі Благодатне (Амвросіївський район, Донецької обл.) — вів бій в передній групі, допомагав виводити ранених з бою. Участь в бою під Карлівкою — групою ДУК було знищено кілька сепаратистів, військову техніку, зруйновано оборонні споруди противника. В середині липня 2014 р. в селі Новий Світ (Старобешевський район) розвідка боєм району мосту, зачистка ферми. Липень 2014 р. Георгій брав участь у відбитті атаки бойової колони НЗФ РФ (ДНР) в районі висот біля села Благодатне (Амвросіївський район,) разом з частинами 28 Бр. та 40 БТрО. 16 липня 2014 р. Тороповський Георгій як супроводжуючий колони із трьох БМП-2 разом із 17 військовослужбовцями 28 ОМБр потрапили в засідку НЗФ ДНР біля села Маринівка (Шахтарський район, 4 км від україно-російського держкордону). Вступивши в бій із переважаючою в живій силі та техніці противником (2 танки Т-64), група українських військовослужбовців понесла втрати. Сам Георгій брав активну участь у цьому бою, отримав поранення осколками ручної гранати та контузію, не дивлячись на це, врятував життя п'ятьом бійцям та вивів групу з чотирьох поранених військовослужбовців з оточення і допоміг дістатися до найближчого опорного пункту 28 ОМБр. 17 липня Георгій разом з іншими пораненими був відправлений у військовий шпиталь м. Дніпропетровська. Протягом 17—23 липня 2014 р. Георгій знаходився на лікуванні у Дніпропетровському військовому шпиталі. Після шпиталю він відразу поїхав на Схід в зону бойових дій.
Протягом серпня 2014 р. Георгій брав участь у боях біля Савур-Могили, в контрснайперських операціях на околицях Іловайська (село Покровське, село Віноградне), виходив на бойове завдання в складі об'єднаної групи ДУК-ЗСУ, також проявив себе як досвідчений розвідник, брав на себе ініціативу з маршруту руху (без втрат живої сили) і вибору позиції для засідки. Георгій здійснював підвіз боєкомплектів до позицій батальйону Дніпро-1 в м. Іловайськ, відбивав атаки на блокпости з тилу. Георгій брав участь в боях в районі села Грабське (Амвросіївський район), в атаках на оборонні споруди біля села Кутейнікове (Амвросіївський район), в атаці ферми в районі села Віноградне. Знищував живу силу противника під час прориву в місто Іловайськ задля забезпечення заходу в місто колони батальйонів «Азов», «Дніпро-1», «Шахтарськ» з північно-східної околиці міста. При атаках на блокпост на в'їзді в місто з боку с. Покровське Георгій наодинці вів вогонь, доки група розверталась в бойовий порядок. Георгію було поставлено завдання про організацію засідки на териконі на снайпера. Пролежавши дві доби в засідці, він «прибрав» снайпера.
В АТО з липня 2014 р. почав говорити про важливість безпілотників для війни. Знайшов волонтера в Дніпрі — проєкт-пропозиції Жори — збір коштів — і ідея Жори поступово втілилася в життя, про що на сторінці у соцмережі Facebook писав його друг волонтер.

### Смерть
На початку вересня 2014 р. (після Іловайська) Георгій почав оформлювати документи у райвійськкоматі м. Дніпропетровська. 17.09.2014 р. Георгій загинув у потязі «Київ-Дніпропетровськ», коли повертався до Дніпропетровська у військовій формі з шевронами 40 БТО «Кривбас», «Україна Збройні сили», шеврон ПС був в кишені. При ньому були лише документи, інших речей не було. За Тороповського Г. В. сепаратистами була призначена винагорода. На сайті «Трибунал» (база даних ДНР) Тороповський Г. В. зазначений як «каратель» — «ликвидирован».

З письмових спогадів побратимів Георгія:
Тороповський Г. В., незважаючи на свій юний вік, перебуваючи в зоні проведення Антитерористичної операції на території Донецької області, виконуючи бойові завдання, беручи безпосередню участь в бойових діях, проявив себе як досвідчений, сміливий, дисциплінований воїн, сумлінно виконувач накази командира групи, врятував життя військовим в боях під Маринівкою і Савур-Могилою. Ніколи не ховався за спинами інших. Особливо це проявилося під час наступальної фази в Іловайській операції, де Георгій вогнем неодноразово прикривав товаришів, знищував живу силу противника, танкістам давав точні дані розташування сил противника. Георгій був неодноразово відзначений командиром розвідгрупи та армійським командуванням, був нагороджений почесною відзнакою. Він був самим молодшим і самим сміливим бійцем підрозділу, надійним і вірним, весь час був попереду, ніколи не жалівся на труднощі, в бій вступав першим, своєю сміливістю і мужністю піднімав бойовий дух своїх товаришів.
Із спогадів друзів про Георгія: «Ему было 18 лет и — мало кто проживет свою жизнь также достойно даже с десятой попытки…»
Тороповський Георгій вважається наймолодшим учасником бойових дій на Сході України — йому виповнилось 18 років лише коли позаду вже був ЄвроМайдан та бойові операції в зоні АТО. Похований у Борисполі на місці почесних поховань.

## Нагороди та вшанування
- Меморіальна дошка Г. Тороповському у Києві. Указ Президента України № 57/2016 від 17 лютого 2016 р.: Про нагородження (посмертно) орденом «За мужність» ІІІ ступеня — «За громадянську мужність, самовіддане відстоювання конституційних засад демократії, прав і свобод людини, виявлені під час Революції Гідності»
- Відзнака 40-го батальйону «Мужність. Честь. Закон.» (вересень 2014 р.)
- Почесна відзнака 40-го БТрО «Кривбас»  — «Кривбас» (Іловайськ)" (посмертно) (травень 2015)
- Почесна відзнака «Велике серце» від Об'єднання волонтерських рухів «Архангел» (посмертно) (січень 2016 р.)
- Почесна відзнака "ГЕРОЙ КИЯНИН (лютий 2016  р.) від ГО Київська міська спілка ветеранів АТО, ГО Українська Асоціація інвалідів АТО, Громади Києва;
- Почесна відзнака 40-го БТрО «Кривбас» «Захисник Батьківщини» (від 21.05.2016 р.)
- Подяка та срібний іменний підвіс «Тризуб» (посмертно) від ГО "Армія волонтерів «Дніпро» (червень 2016 р.)
- Почесна відзнака «Патріот України» від ГО Українська Асоціація інвалідів АТО (березень 2017 р.)
- Грудень 2015  р. в Борисполі вулицю «Комсомольська» було перейменовано на честь Георгія Тороповського
- Лютий 2016 року одну з вулиць Києва перейменовано на вулицю Георгія Тороповського.
- 29 грудня 2016 в Києві за підтримки благодійних фондів та участі громадських активістів й волонтерів презентовано колекційну марку, створену на честь воїнів, які загинули в боях на сході України. На ній зображені Ігор Брановицький, Ігор Гольченко, Микола Колосовський, Євген Лоскот, Андрій Матвієнко, Сергій Свищ, Олег Сидор, Сергій Табала, Георгій Тороповський · · · · ·
- Його портрет розміщений на меморіалі «Стіна пам'яті полеглих за Україну» у Києві: секція 4, ряд 6, місце 24

## Публікації про Георгія Топоровського
1. У журналі «Український тиждень» (№ 47, 21—27 листопада 2014 р.) стаття С. Козлюка «Не останній герой», присвячена Г. Тороповському.
2. З 10 грудня 2014 р. в приміщенні Національного військово-історичного музею України була відкрита виставка — реквієм «Герої не вмирають!», яка присвячена подіям на півдні та війні на сході України (АТО). На цій виставці «відвідувачі зможуть побачити особисті речі загиблих українських героїв: …наймолодшого загиблого вояка 18-річного Георгія Тороповського…».
3. З 20 травня 2015 р. в Національному військово-історичному музеї України відкрита нова експозиція «Війна на Донбасі, 2014—2015 рр.», серед експонатів якої — інформація про Георгія, а також представлені його військові речі.
4. Тороповський Георгій — один із центральних персоналій виставки в Крутах (Чернігівська обл.)… Ровесники Героїв Крут.
5. Фотографія Георгія на барикаді на вул. Грушевського як обличчя Майдану була однією із центральних фотографій на виставці робіт Юрія Білака (Франція) «MAIDAN, history of a future» в Українському Домі. Протягом грудня 2015 р. — березня 2016 р. в мистецькій галереї Second Floor Art Center в Адміністрації Президента України проходила виставка Юрія Білака «Проекція», де також була представлена інформація про Георгія (фото-проєкція на картину Віллета Клас Геда «Бенкетна п'єса з шинкою»).
6. Відомий український письменник і кінорежисер Богдан Жолдак, почувши історію про молодого добровольця, надрукував статтю в газеті «Літературна Україна» (від 12.02.2015 р.) «Про Жору, про Тороповського». Надалі в цій газеті були надруковані інші статті, присвячені Георгію, молодому Герою сучасності — 21 травня 2015 р. стаття В. Кривобородова «Пташки»; 04 червня 2015 р. стаття О. Демиденко «Словами по серцю»; 23 липня 2015 р. статті Н. Важничої «Його очі» та О. Радько «Прапор над Москвою»; 20 серпня 2015 р. оповідання Н. Уварової «Все буде добре»; 17 вересня 2015 р. оповідання Н. Грубої «Танковий завод, або Вперше на екранах»; 04 серпня 2016 р. — стаття побратима Георгія — «Шлях розвідника».
7. Наприкінці травня 2015 р. в редакції І. Малковича «А-БА-БА-ГА-ЛА-МА-ГА» вийшла книга Б. Жолдака «УКРИ», яка присвячена Георгію Тороповському. Наказом Міністерства оборони України від 19.11.2015 р. № 240КП за книгу «УКРИ» Б. Жолдак був нагороджений премією імені Б. Хмельницького за краще висвітлення військової тематики у творах літератури та мистецтва. 26 січня 2016 р. автор Б. Жолдак за книгу «УКРИ» був нагороджений літературною премією «Воїн світла» (цією нагородою відзначається український або білоруський автор за книгу, головний персонаж якої — благородний і сміливий герой, що бореться за справедливість і проповідує загальнолюдські цінності).
8. У 2016 р. — книга Б. Жолдака «Лицарі Фортуни», — «Світлій пам'яті полеглого героя АТО Георгія Тороповського присвячується» (автор).
9. Рішенням Бориспільської міської ради від 17 грудня 2015 р. вулицю «Комсомольська» було перейменовано на честь Георгія Тороповського.[2]
10. Розпорядженням Київського міського голови № 125/1 від 19 лютого 2016 р. вулицю Івана Дубового (Дніпровський район м. Києва) було перейменовано на вулицю Георгія Тороповського. 24 липня 2017 р. на цій вулиці було відкрито пам'ятну дошку Г. Тороповському.
11. 21 вересня 2015 р. на телеканалі «Культура» вийшов документальний фільм «Обличчі війни» (режисер О. Домбровський), у якому головним героєм є Георгій Тороповський.
12. У музеї авіації Національного авіаційного університету в травні 2016 р. відкрилась експозиція, присвячена студенту НАУ, учаснику АТО Георгію Тороповському.
13. 21 травня 2016 р. в Кривому Розі було відкрито музей 40-го батальйону «Кривбас». У музеї є зал, у якому знаходиться стенд з фотографіями загиблих солдатів, що служили в рядах криворізьких підрозділів. Серед них — фото киянина Георгія Тороповського. «Кожен знімок, кожен експонат — це окрема історія».
14. Український Інститут національної пам'яті у 2015 р. запропонував Президенту України нагородити Орденом Героїв Небесної Сотні (посмертно) загиблих на сході України героїв Майдану, серед яких і Тороповський Георгій.
15. 29 грудня 2016 р., у Києві, за підтримки благодійних фондів та за участі громадських активістів й волонтерів відбулася презентація колекційної марки, створеної на честь воїнів, які загинули на сході України. Зокрема, на ній зображені герої Андрій Матвієнко, Олег Сидор, Сергій Табала, Євген Лоскот, Георгій Тороповський, Ігор Гольченко, Сергій Свищ, Ігор Брановицький і Микола Колосовський.
16. У травні 2017 р. у Києві презентували фотоальбом французьких митців Габі та Юрія Білаків «Майдан — Донбас, історія майбутнього». «Серед портретів виділяється один — це образ юного Георгія Тороповського. Історія і смерть цього відважного 17-річного хлопця вразила Юрія Білака до глибини душі».
17. За підтримки української Громади в м. Веллінгтон (Нова Зеландія) у листопаді 2017 р. вийшла книга молодої української поетеси Галини Британ «Бути людиною», у якій поема «Нескорений» присвячена пам'яті Георгія Тороповського.